# うらが (掃海母艦)
うらが（ローマ字：JS Uraga, MST-463）は、海上自衛隊の掃海母艦。艦名は浦賀水道に由来する。うらが型掃海母艦の1番艦。
本記事は、本艦の艦暦について主に取り扱っているため、性能や装備等の概要についてはうらが型掃海母艦を参照されたい。

## 艦歴
「うらが」は、中期防衛力整備計画に基づく平成6年度計画5,600トン型掃海母艦463号艦として、日立造船舞鶴造船所で1995年5月19日に起工され、1996年5月22日に進水、同年12月4日に公試開始、1997年3月19日に就役し、第2掃海隊群に直轄艦として編入され横須賀に配備された。
1999年11月7日、横須賀周辺および相模湾にて在外邦人等輸送訓練を行う。この訓練では他に「しらね（DDH-143）」、「むらさめ（DD-101）」、「あまぎり（DD-154）」、「とわだ（AOE-422）」の艦艇、陸上自衛隊からは第1空挺団で編成された誘導隊が参加した。
2000年3月13日、掃海部隊の再編により掃海隊群が新編され、直轄艦として編入。
2001年11月25日、テロ対策特措法に基づく協力支援活動のためアラビア海に向け出港。12月12日、護衛艦「さわぎり」と共にパキスタンのカラチ港に入港し、２隻合わせてテント1,025張、毛布18,600枚、ビニールシート7,925枚、スリーピングマット19,980枚、給水容器19,600個を難民高等弁務官事務所に引き渡した。12月13日にカラチ港を出港して日本に向かい、12月31日に帰港した。
2004年4月21日から5月7日までの間、シンガポール周辺海域において実施された第2回西太平洋掃海訓練に掃海艦「はちじょう」、掃海艇「うくしま」とともに参加した。
2005年8月4日、ロシア、ペトロパヴロフスク･カムチャツキー沖で浮上できなくなったロシア深海救難艇AS28の救助に潜水艦救難母艦「ちよだ」､掃海艇「ゆげしま」､「うわじま」とともに派遣される。空輸されたイギリス無人潜航艇が救出に成功したため同月7日に帰投する。海上自衛隊として初の国際救難任務である。
同年11月25日、国際連合難民高等弁務官事務所の要請を受け、アフガニスタンの難民向けにテント・毛布などの物資を運ぶため護衛艦「さわぎり」と共にパキスタンのカラチへ派遣された。救援物資搬出後は「さわぎり」と別れ12月31日に帰国した。
2007年7月16日、発生した新潟県中越沖地震で災害派遣を実施した。
2011年3月11日、発生した東北地方太平洋沖地震による東日本大震災に対し、災害派遣される。地震発災時にはユニバーサル造船京浜事業所にて年次検査中であり、エンジンオーバーホールを行っていたためすぐには出動できなかったため完工後の4月18日から参加する。
同年9月、掃海艦「つしま」と共に海自艦艇としては初めてベトナム・ダナン港およびインド洋アンダマン諸島のポートブレアに寄港した。その後は10月14日にバーレーン・ミナサルマンに寄港し、翌15日から30日までバーレーン沖ペルシャ湾にてアメリカ合衆国とイギリス共催による多国間掃海訓練に日本国として初参加し、12月1日に帰国した。
2012年9月16日から27日までの間にペルシア湾で実施された「米主催国際掃海訓練」に掃海艦「はちじょう」とともに参加した。
2016年4月4日から26日までの間、アラビア半島周辺海域で実施される「米国主催第4回国際掃海訓練」に掃海艇「たかしま」とともに参加した。
同年7月1日、掃海隊群の改編により群直轄艦が廃止となり、第1掃海隊に編入。
2018年7月18日から7月30日、陸奥湾にて機雷戦訓練及び日米印共同掃海特別訓練を実施する。
2021年12月12日から2022年3月31日にかけて、掃海艦「ひらど」とともに令和3年度インド太平洋・中東方面派遣（IMED21：Indo-Pacific and Middle East Deployment 21）に参加する。その派遣期間中の2022年1月31日から2月17日にかけて、バーレーン周辺において実施される米国主催国際海上訓練（IMX/CE22：International Maritime Exercise/ CUTLASS EXPRESS 2022）に参加し、機雷敷設戦及び対機雷戦訓練を実施した。
2022年5月22日15時45分頃、横須賀基地に停泊していた本艦に佐世保港に向けて出港中の護衛艦「じんつう」の艦首が接触する事故が起きた。事故による負傷者はなく、油の流出もなかったが、船体右側面中央部が縦3m、横3mに渡ってへこみ、一部亀裂が入った。「じんつう」は艦首部が縦1m、横1mに渡ってつぶれた。2023年9月28日、運輸安全委員会は、方向転換が不十分なまま「じんつう」が狭い海域で前進後退を繰り返し、近くに停泊中の本艦に衝突したとする事故の調査報告書を公表した。
2023年1月19日から掃海艦「あわじ」とともに令和4年度インド太平洋・中東方面派遣（IMED23：Indo-Pacific and Middle East Deployment 23）に参加し、2月26日から3月19日にかけてバーレーン王国周辺海域において実施された米国主催国際海上訓練 International Maritime Exercise/ CUTLASS EXPRESS 2023（IMX/CE23）に参加した。なお、派遣期間中にインド共和国、カンボジア王国、シンガポール共和国、バングラデシュ人民共和国、バーレーン王国、フィリピン共和国、ブルネイ・ダルサラーム国、ベトナム社会主義共和国、モルディブ共和国に寄港し、親善訓練等を行ったのち、5月13日に帰国した。
同年11月29日、屋久島沖米軍オスプレイ墜落事故に伴い自主派遣。墜落から約2時間55分後の17時35分に寄港中であった佐世保基地を出港。翌11月30日の明け方5時43分に現着し、以後、同じく自主派遣された艦艇や自衛隊部隊、海上保安庁などと共に12月8日まで水上・水中の捜索救難活動に従事。機体の一部や遺体などを発見揚収するなどした。

### 歴代艦長
| 代 | 氏名       | 在任期間               | 出身校・期 | 前職                                                 | 後職                                          | 備考                 |
| -- | ---------- | ---------------------- | ---------- | ---------------------------------------------------- | --------------------------------------------- | -------------------- |
| 01 | 藤田民雄   | 1997.3.19 - 1998.8.2   | 防大14期   | うらが艤装員長                                       | 海洋業務群付 →1998.12.8 むろと艦長            | 1等海佐              |
| 02 | 髙森一徳   | 1998.8.3. - 2000.8.17  | 防大16期   | 運用開発隊運用開発第4科長                            | 佐世保地方総監部監察官                        | 1999.1.1 1等海佐昇任 |
| 03 | 新城 恵    | 2000.8.18 - 2002.9.19  |            | 海上自衛隊幹部学校                                   | 自衛艦隊司令部                                |                      |
| 04 | 峰岡偉津夫 | 2002.9.20 - 2004.5.23  | 防大15期   | 舞鶴地方総監部監察官                                 | 横須賀地方総監部付 →2004.7.4 退職             | 1等海佐              |
| 05 | 高橋史克   | 2004.5.24 - 2007.3.27  |            | 掃海業務支援隊付                                     | 横須賀基地業務隊司令                          |                      |
| 06 | 高島 一    | 2007.3.28 - 2008.8.19  | 防大21期   | 横須賀教育隊教育第1部長                              | 船越基地業務分遣隊長                          |                      |
| 07 | 中澤信一   | 2008.8.20 - 2009.12.14 | 防大28期   | 掃海業務支援隊副長                                   | 舞鶴地方総監部管理部総務課長                  |                      |
| 08 | 藤田 毅    | 2009.12.15 - 2011.6.30 | 防大24期   | 海上自衛隊第1術科学校 教育第3部長                    | 舞鶴警備隊司令                                | 1等海佐              |
| 09 | 田口慶明   | 2011.7.1 - 2012.7.24   | 防大25期   | 横須賀地方総監部監察官                               | 掃海業務支援隊司令                            | 1等海佐              |
| 10 | 触井園淳   | 2012.7.25 - 2014.3.23  | 防大29期   | 横須賀地方総監部監察官                               | 海上自衛隊幹部候補生学校 主任教官             |                      |
| 11 | 高木征教   | 2014.3.24 - 2015.8.20  |            | おうみ副長                                           | 海上自衛隊幹部学校勤務                        |                      |
| 12 | 可知俊一郎 | 2015.8.21 - 2016.8.7   |            | 横須賀海上訓練指導隊教育科長 兼 指導部対潜戦術科長   | 護衛艦隊司令部勤務                            |                      |
| 13 | 雄山誠司   | 2016.8.8 - 2017.6.26   | 防大35期   | 掃海隊群司令部勤務                                   | 横須賀地方総監部付 →2017.7.2 父島基地分遣隊長 |                      |
| 14 | 五味康司   | 2017.6.27 -2018.8.9    | 防大34期   | 掃海隊群司令部勤務                                   | しもきた艦長                                  | 2018.7.1 1等海佐昇任 |
| 15 | 加藤寛和   | 2018.8.10 - 2019.12.5  | 防大36期   | 指揮通信開発隊システム第1科長                        | 掃海業務支援隊勤務                            |                      |
| 16 | 杉山重一   | 2019.12.6 - 2021.5.9   | 防大36期   | 掃海隊群司令部勤務                                   | 横須賀地方総監部監察官                        |                      |
| 17 | 近藤幸司   | 2021.5.10 - 2022.10.2  | 防大37期   | ぶんご掃海長 兼 副長                                 |                                               |                      |
| 18 | 松永昭仁   | 2022.10.3 - 2024.4.18  |            | 海上自衛隊第1術科学校主任教官 兼 第1術科学校研究部員 |                                               |                      |
| 19 | 近藤幸司   | 2024.4.19 - 2025.5.8   | 防大37期   | 函館基地隊副長                                       | 掃海隊群司令部勤務 →2025.5.12 くにさき艦長    |                      |
| 20 | 中川宏隆   | 2025.5.9 -             |            | 水陸両用戦・機雷戦戦術支援隊勤務                     |                                               |                      |

## 兵装
- 退役した護衛艦「むらくも」から62口径76mm単装速射砲及び81式射撃指揮装置2型-21E一式を転用する計画があったが、状態が思わしくないために断念しており、その後は装備する目途が立っていない。

- 12.7mm重機関銃M2が数挺装備されている。これは小火器の扱いで普段は武器庫に格納されており、小型船舶対処用として必要に応じて銃架に装備する。

## 画像

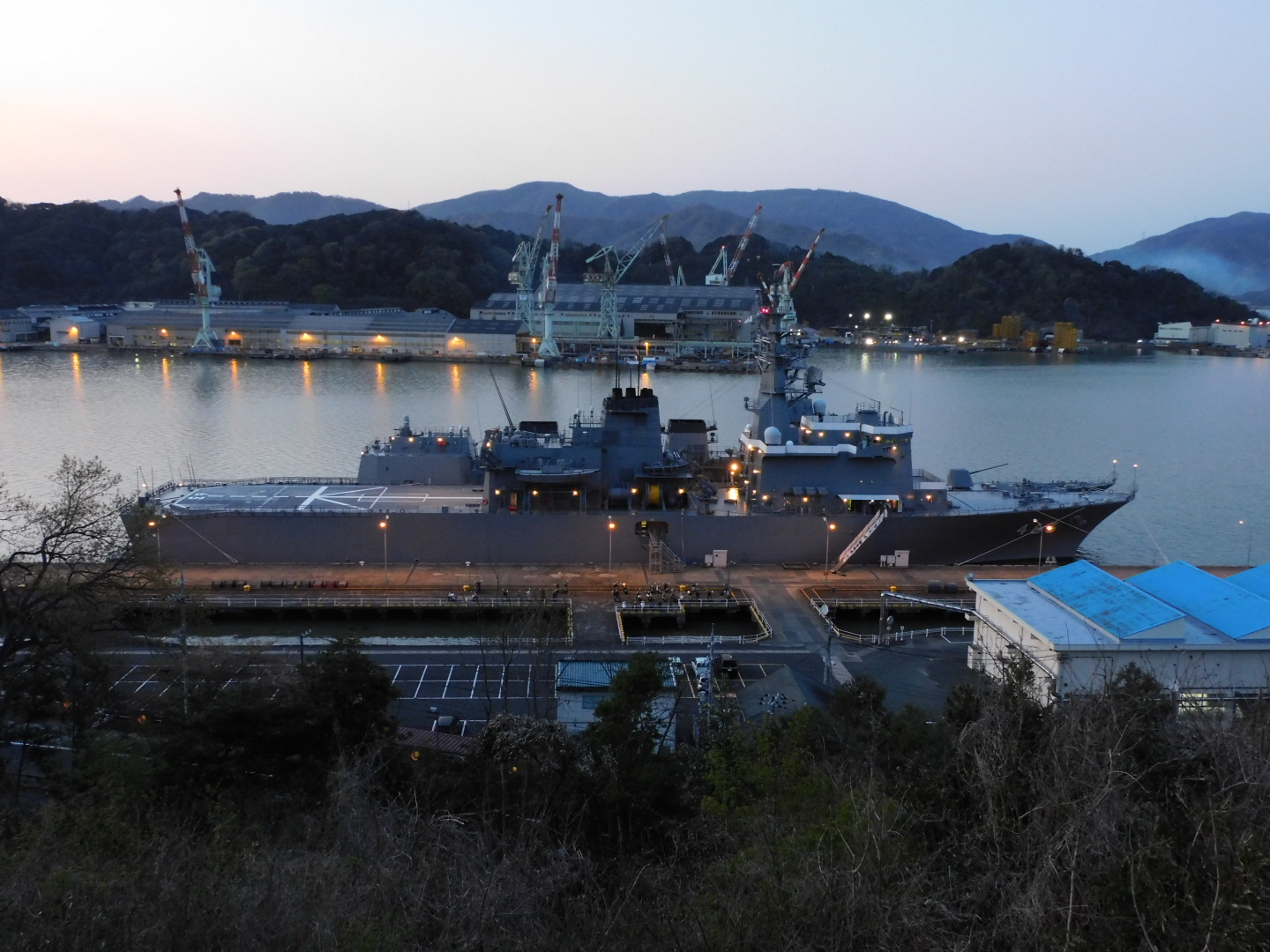
練習艦隊として舞鶴に寄港（2020年4月14日）
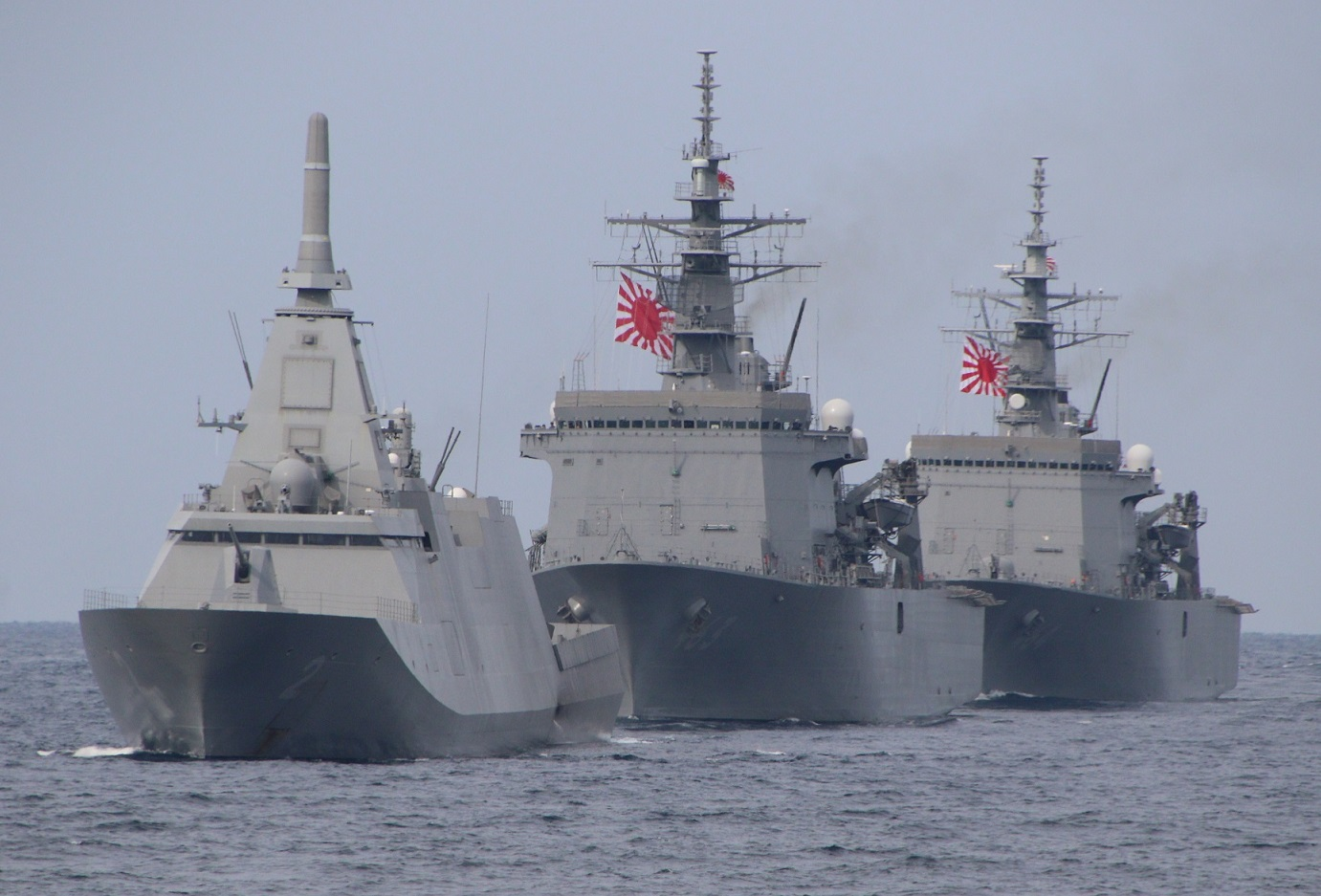
令和5年度機雷戦訓練（日向灘）における「うらが」（中）と「くまの」、「ぶんご」
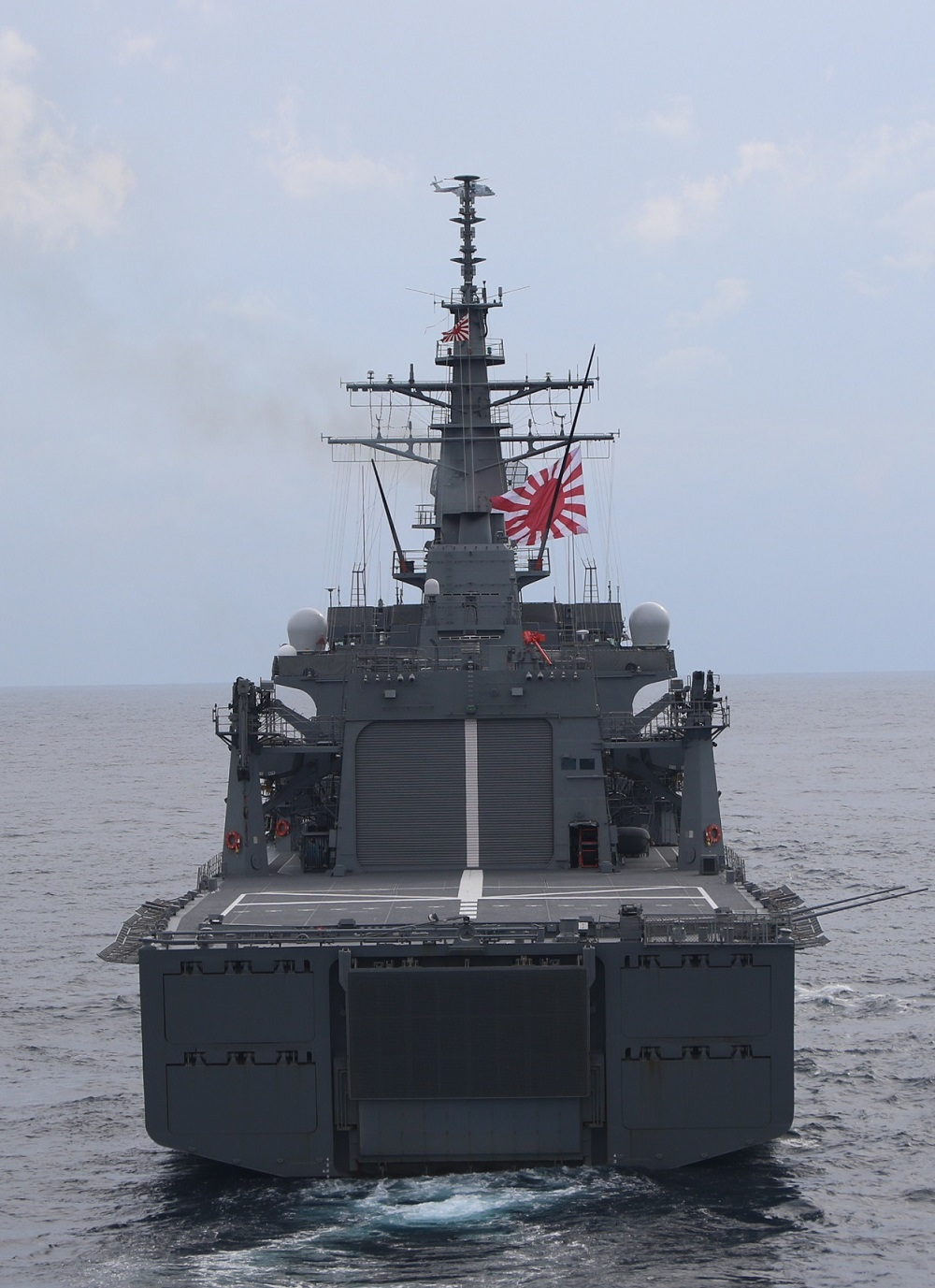
真艦尾から見た「うらが」
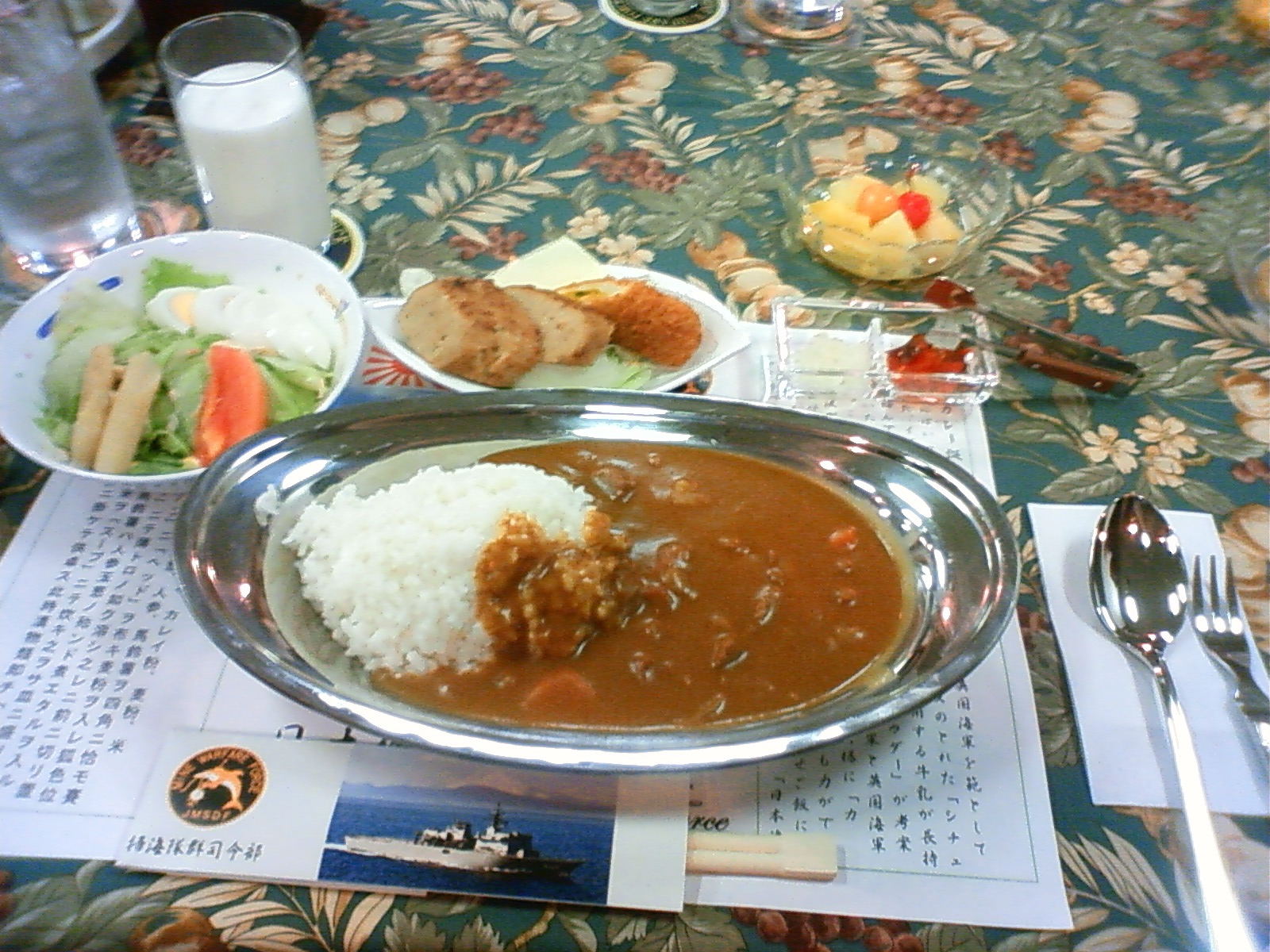
記念会食において士官室で提供されたカレー